# Diosig, Bihor
Diosig (în maghiară Bihardiószeg, Érdiószeg, Diószeg) este satul de reședință al comunei cu același nume din județul Bihor, Crișana, România.

## Așezare

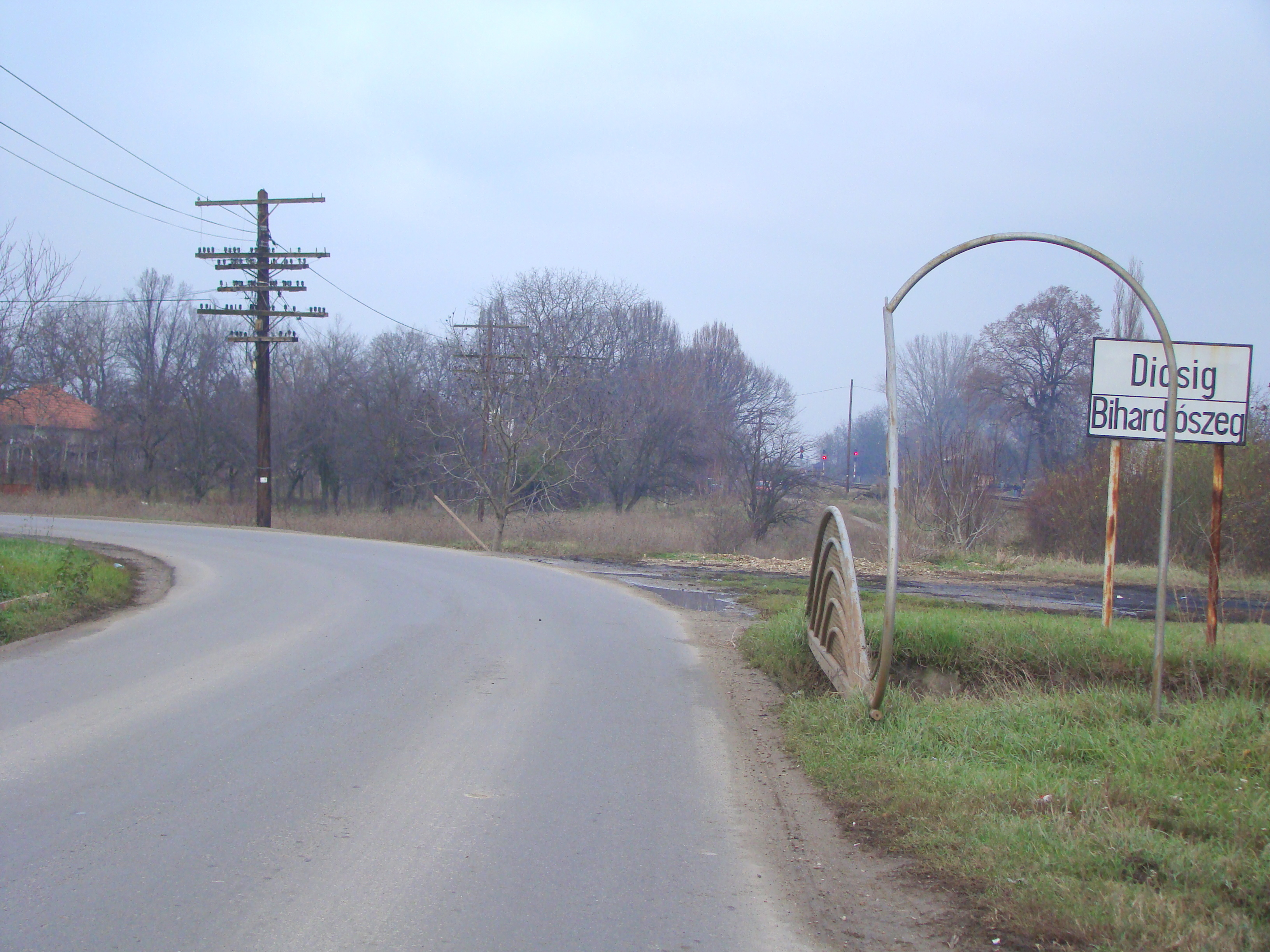
Intrarea în localitate

Satul Diosig se află în partea de nord-vest a județului Bihor, având  caracteristicile zonei de deal, fiind parte a Câmpiei și Dealurilor de Vest. Este situată la frontaliera cu Ungaria, legătura fiind realizată prin punctul de trecere Létavértes - Săcuieni, oraș aflat la 12 km de Diosig.
Satul este străbătut de râul Ier, afluent al râului Barcău. În ceea ce privește clima, localitatea are un climat de câmpie moderat, cu o faună caracteristică silvostepei.
În sat există utilități: energie electrică, apă, canal, telefonie fixă - mobilă, furnizori servicii cablu, TV, internet precum și un serviciu de salubrizare.

## Istoric
Numele așezării apare pentru prima dată între 1332-1337, în registrul papal. Primul proprietar a fost ramura Dorogi din familia Gutkeled. După 1800, proprietar a fost contele Zichy Ferenc. În 1870, cu colaborarea acestuia, a fost fondată școala regală maghiară de vieri.
După tradiția populară și explicația științifică a numelui, Diosig, înseamnă un colț cu nuci, fapt ce e susținut și prin ștampilele așezării din anii 1608 și 1691.
Prima dată Diosigul a fost menționat în înregistrările din 1278 (Gyozik), în legătură cu primii ei proprietari (familia Dorog din neamul Gutkeled) și în legătură cu mănăstirea Sfântul Egidiu. Localitatea era cunoscută ca și centru de proprietate împreună cu Săcuieni; astfel a devenit devreme un târgușor (și din cauza podgoriei sale care era celebră chiar din secolul XVI). Așezarea a primit numele de Bihar-Diószeg în 1910 (denumirile mai vechi fiind Diószeg, Ér-Diószeg și Mező-Diószeg). Din anul 1925 poartă denumirea oficială Diosig.
Diosigul a devenit proprietatea lui Gavrilaș Movilă prin căsătorie, iar Constantin Șerban, voievod român refugiat, a primit-o ulterior ca și gaj. În 1551 cardinalul Gheorghe Martinuzzi a discutat aici cu trimișii lui Ferdinand V despre predarea Transilvaniei; conform istoriei, Bocskay István a luptat victorios prima dată cu germanii în valea lui Nyúzó, la 15 octombrie 1604. Școala reformată vestită de aici a devenit mai târziu filiala Colegiului din Debrețin. În 1795 Diosigul avea și imprimerie.
După eliberarea orașului Oradea, proprietarii așezării au devenit pe rând: camera din Sepeș, Heisler Donath, contele Grünsfeld Franz Johann și Breuner Miksa. Din cauza numărului mare a curuților care s-au stabilit aici, mulți dintre locuitorii Diosigului au participat în răscoala de la Hegyalja și a devenit al doilea focar după Tarpa în timpul răscoalei condusă de Rákóczy. Secolul XVIII a fost caracterizat de o societate multicoloră: au apărut breslele (croitori și pantofari în 1714, blănari în 1733, asociația comercianților greci în 1735), neamul român se înmulțește, neamul maghiar crește prin colonizare, nobilimea și iobăgimea se despart (1740), conducerea podgoriei devine de sine stătătoare.
Promotoriumurile noastre au fost recunoscute deja, cultivarea tutunului era vestită prin țară, peștele nostru era servit și la Viena. Așezarea a devenit proprietatea familiei Sternberg după moștenire (1783), iar de la ei a cumpărat-o un membru al familiei Zichy din Bratislava (1810). Mulți oameni din împrejurimi au participat la revoluția din 1848-1849 (cei mai de seamă dintre ei amintim: Jankafalvi Csizmadia József, căpitanul Kiss Pál). După eliberarea iobagilor, a început dezvoltarea social-economică: producția modernizată a familiei Zichy (fermă model, struguri și pivnițerie, fabrică de coniac, etc.), evreii colonizați, Școala de vieri (1870), Corporația industrială formată din bresle, încetarea privilegiului nobililor, etc.
Furtunile istorice din secolul XX (cele 2 războaie mondiale, modificarea granițelor, colonizările, reforma agrară din 1945 și colectivizarea împreună cu regimul comunist precum și tranzacția care a durat până în 1989) au slăbit capacitatea de încărcare social-economică a așezării.

## Economie
Din cele mai vechi timpuri Diosigul a fost renumit pentru cultivarea viței de vie. O mare contribuție la renumele comunității noastre o are Podgoria Diosig, având cele mai renumite soiuri de struguri de vin și de masă, cu vinuri recunoscute mai ales în zona de vest a țării, dar și in străinătate.
Anual, aici sunt organizate concursuri de degustări ale vinurilor produse de localnici, dar și de cultivatorii de viță de vie din împrejurimi. Ne mândrim de altfel cu o dezvoltare economico-socială, dar și cu o istorie tumultoasă.
Școala viticolă (1870)- prima școală de viță de vie din județ, galeria cu figurile oamenilor de seamă din istoria , Castelul Zichy sunt de asemenea motive de mândrie ale comunității din Diosig .

## Informații sociale

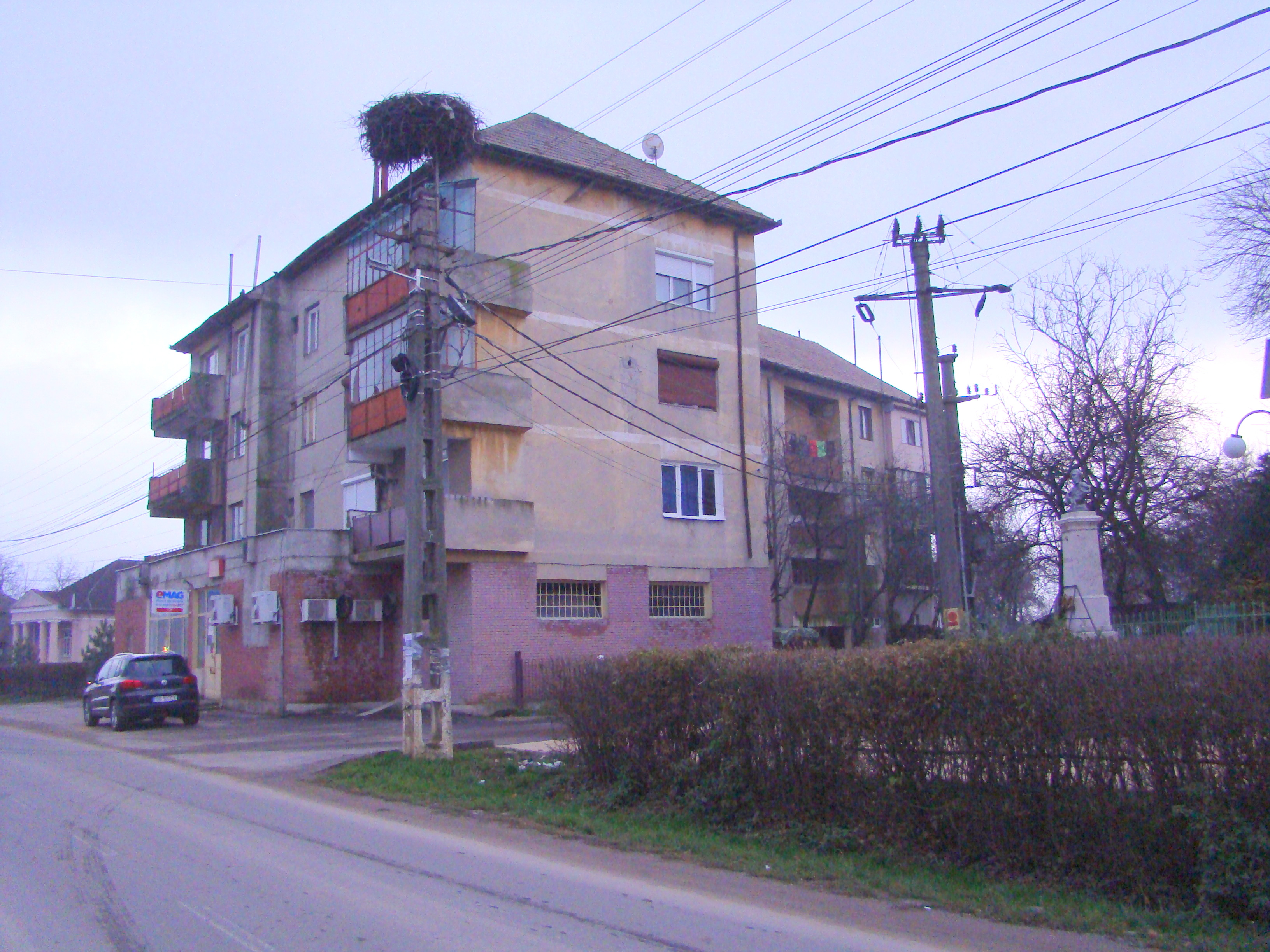

Localitatea Diosig se caracterizează prin diversitatea socială cauzată de existența a 3 culturi reprezentative, română, maghiară și rromă, precum și de diversitate religioasă: există aici o biserică ortodoxă, o biserică reformată, una catolică, o biserică baptistă, o biserică adventistă și una penticostală. Cea mai răspândită religie de aici este cea reformată.
Pe plan local și nu numai se face simțită emigrarea în străinătate, mai ales în rândul tinerilor, mulți dintre aceștia au ales în ultimul timp să plece la muncă în străinătate.

## Educația

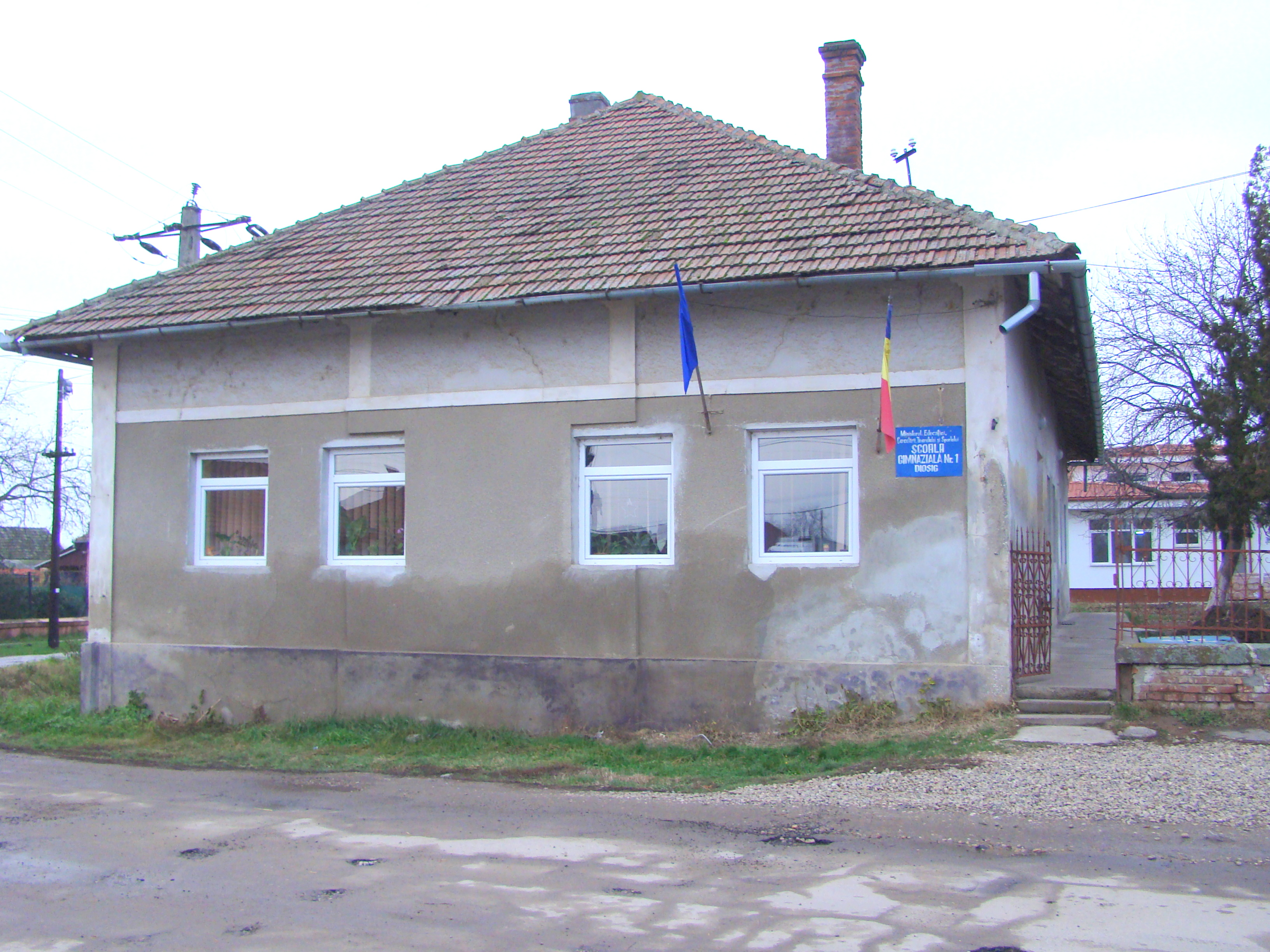
Școala gimnazială nr.1

Pe raza localității își desfășoară activitatea Școala Generală cu Clasele I-VIII Diosig cu 8 corpuri.
În Diosig în clasele I-IV învață 378 de copii în 22 de clase, în clasele V-VIII avem 322 de elevi, în 14 clase, iar la grădiniță avem un număr de 197 de copii în 9 grupe, rezultând un total de 897 de copii.
În unitățile de învățământ își desfășoară activitatea cadre didactice tinere, proaspăt absolvenți ai unităților de învățământ superior, cadre calificate cu experiență în procesul educațional.

## Cultură

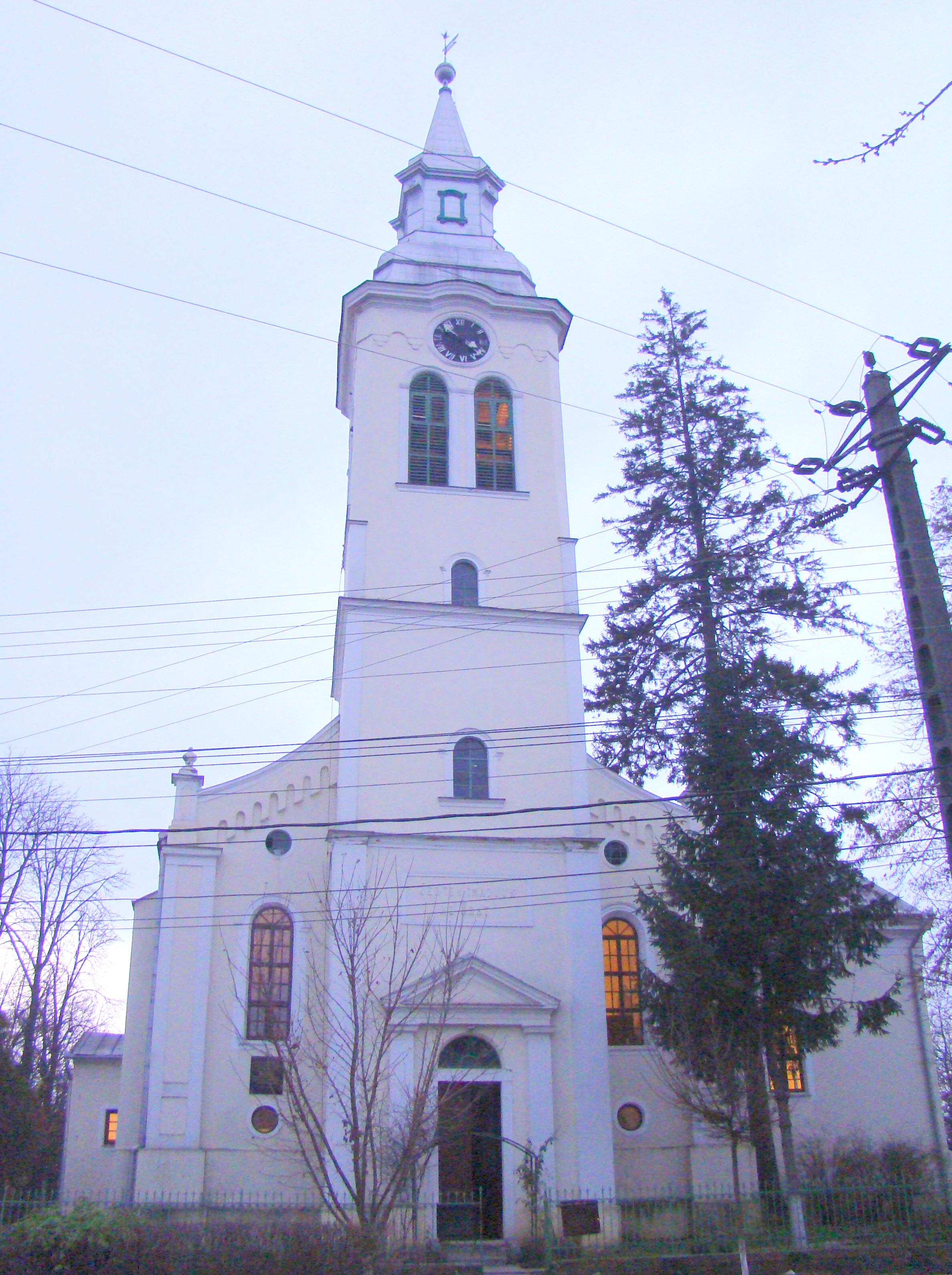
Biserica reformată

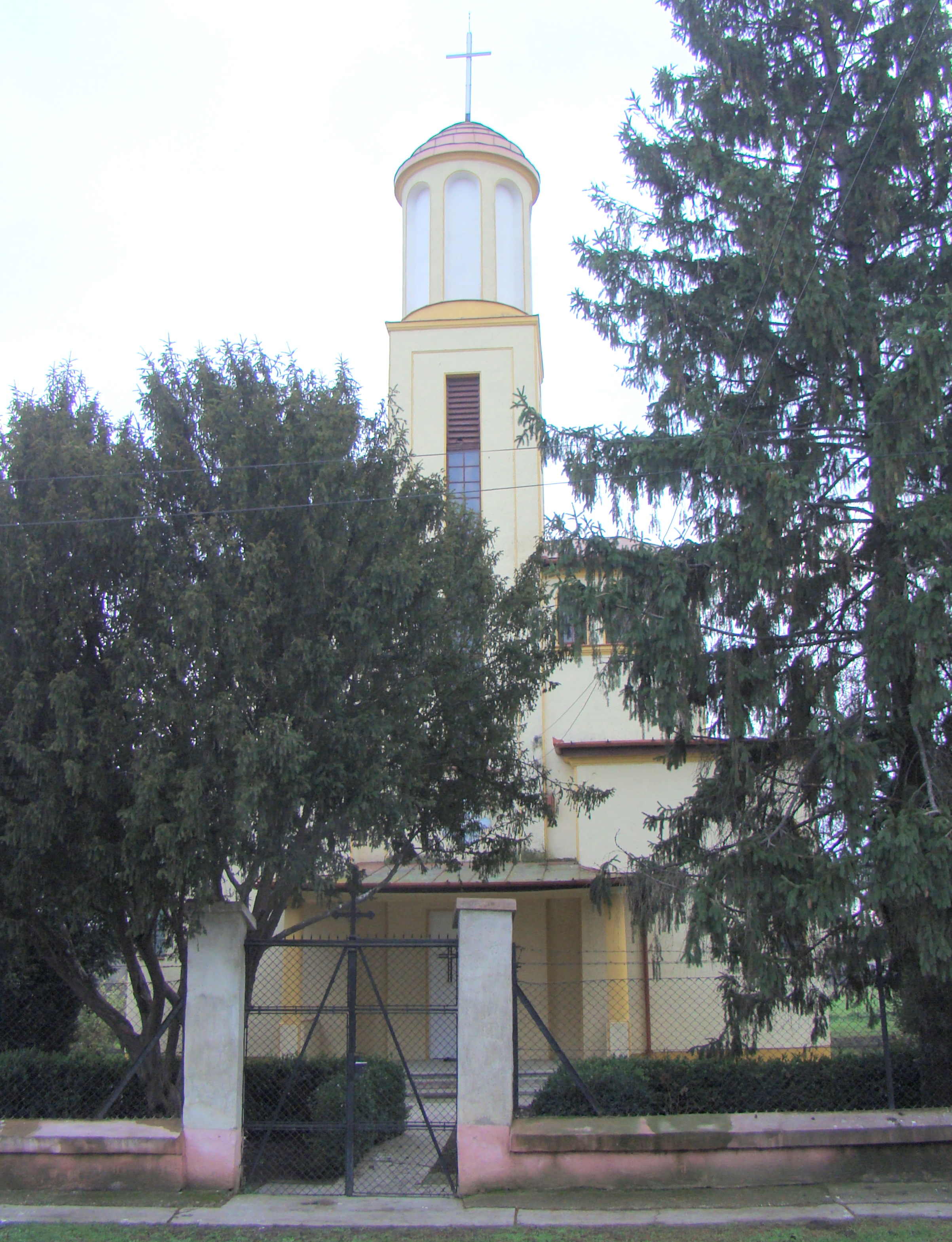
Biserica romano-catolică

Localitate are două biserici ortodoxe, o biserică reformată, una catolică, o biserică baptistă și una penticostală. Cea mai răspândită religie de aici e cea reformată cu biserica construită în 1604, iar forma actuală o are din anul 1864. Biserica baptistă există din 1888 (era una din cele trei centre misionare), capela fiind construită în anul 1906, la aceea vreme fiind cea mai mare capelă din Europa de Est.
De asemenea există 2 cămine culturale cu 450 de locuri, o bibliotecă cu un număr de 20.128 de volume.
Anual au loc festivități culturale menite să aducă viața în sat și anume: Zilele Diosigului, Festivalul vinului, Zilele studenților din Partium, serbările din cadrul școlii.
Zilele Diosigului este evenimentul cultural care adună atât localnici, cât și străini. Acest eveniment are un program care cuprinde prezentări din diferite domenii, expoziții de pictură, concursuri de șah, concursul de ceaune, întreceri sportive, concursul de atelaje, concerte, fiind o ocazie de relaționare și de dezvoltare a relațiilor interumane. La eveniment vin oameni de seamă din diferite locuri. Un exemplu în acest sens este faptul că în fiecare an, cu ocazia acestui eveniment vizitează Diosigul un grup de francezi, localitarea fiind înfrățită cu Fontenay Le Comte din Franța, dar și cu localitatea Diosig din Slovacia. Se realizează în acest fel un schimb de experiență, un grup de români plecând anual, la rândul lor, în Franța .
Alte evenimente care marchează fiecare an sunt: Festivalul vinurilor, Balul Strugurilor, Zilele studenților din Partium precum și reproducerea bătăliei de pe Valea din Nyúzó, în memoria bătăliei din Diosig și Almosd din 15 octombrie 1604.

## Monumente și statui

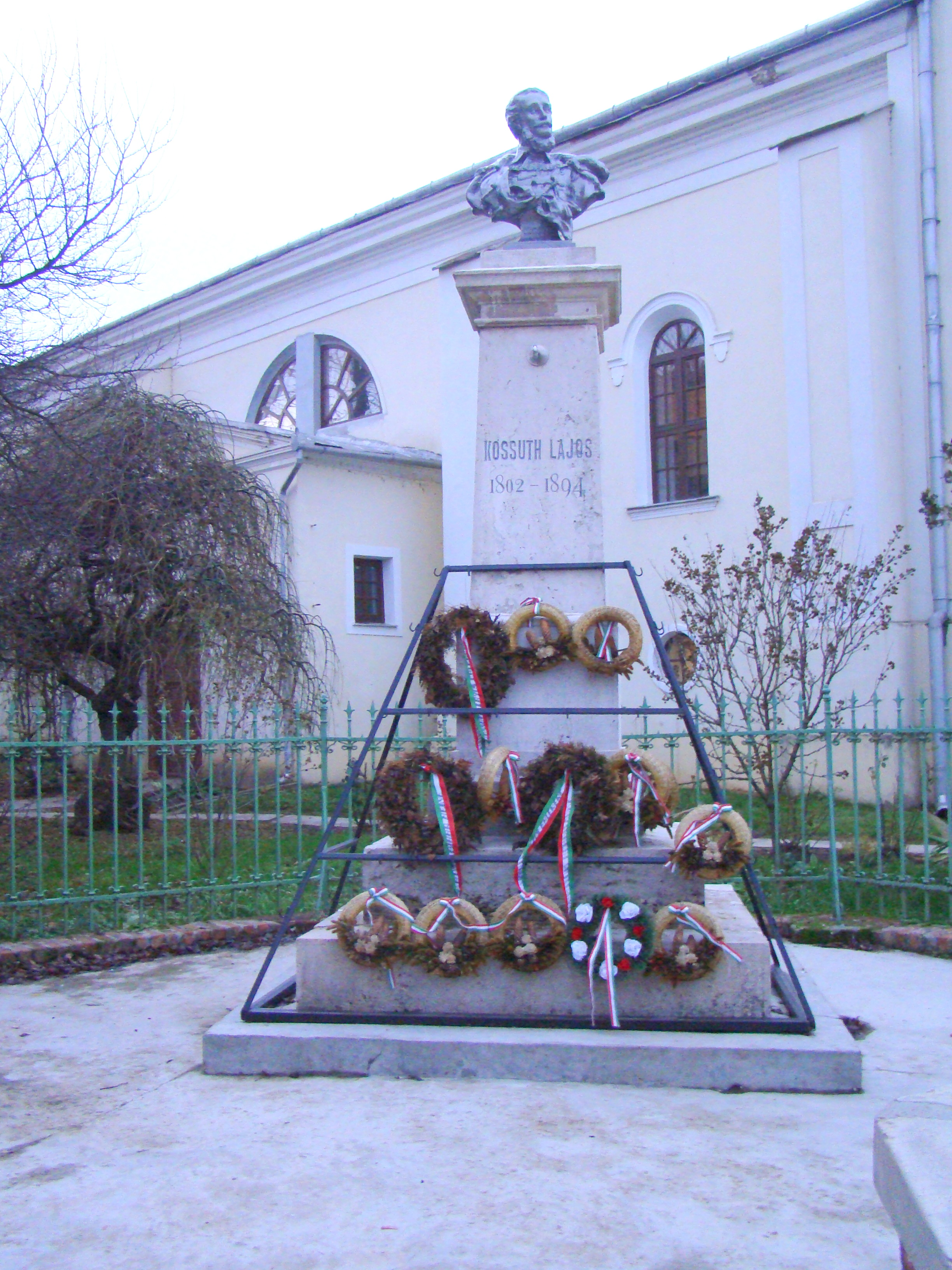
Bustul lui Kossuth Lajos

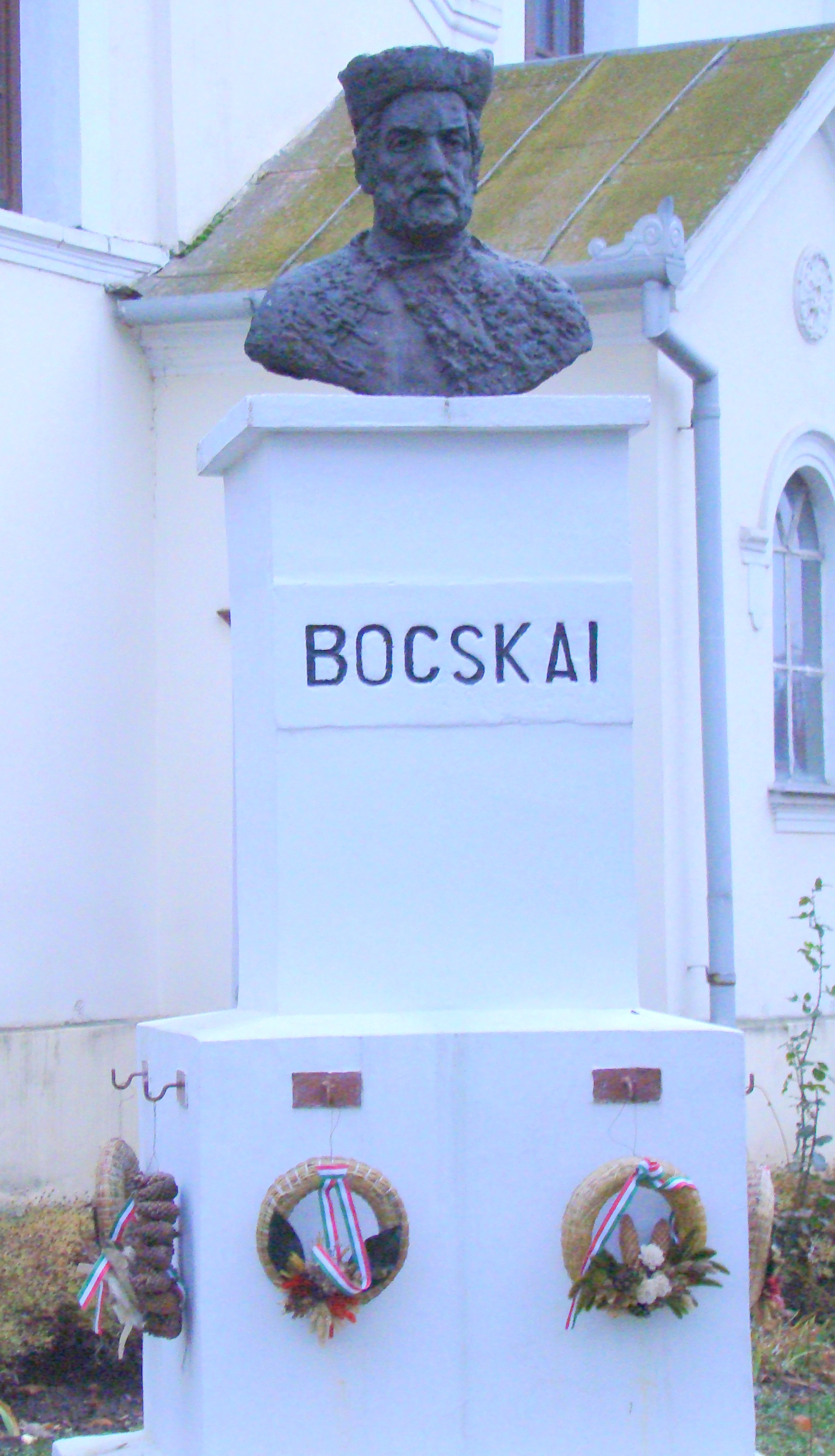
Bustul lui Bocskay István

- Statuia lui Kossuth: a fost făcută de Gerenday Béla în 1896 și reprezintă bustul din bronz al lui Kossuth Lajos din tinerețe pe un piedestal. A fost expus în anii: 1896, 1940, 2003 (primul bust de acest gen din Transilvania și Bihor)
- Statuia lui Bocskay : a fost făcută de către un necunoscut în 2004, este bustul metalic al lui Bocskay István pe un piedestal și a fost expus în 2004
- Stâlp funerar al eroilor din războiul pentru libertate în 1848-1849 : s-a făcut în anii 1990 și este un stâlp omagial cioplit din lemn.
- Stâlp funerar în memoria bătăliei din Diosig și Álmosd : a fost expus în anul 2003
- Piatră comemorativă în memoria bătăliei din Diosig și Álmosd, făcută în 2004, e o piatră din stâncă montată în beton aflată la locul bătăliei (valea din Nyúzó).
- Monumentul soldaților români morți în bătălia din 4 septembrie 1940, făcut în 2004, din plăci de marmură montate în beton, în fața bisericii ortodoxe din Telep.
- Placa de marmură făcută în memoria lui Bocskay István și a bătăliei din Diosig și Álmosd: s-a făcut în 1994, e din marmură albă cu inscripție aurită, pusă pe peretele interior în partea estică al bisericii reformate
- Placa comemorativă a episcopului Diószegi Kiss István: a fost făcută în 1994, e din marmură albă cu inscripție aurită, pusă pe peretele interior, în partea estică a bisericii reformate
- Placa comemorativă a lui Mikecs László  făcută în septembrie, 2003, este o placa de marmură și se găsește pe peretele parohiei romano-catolică.

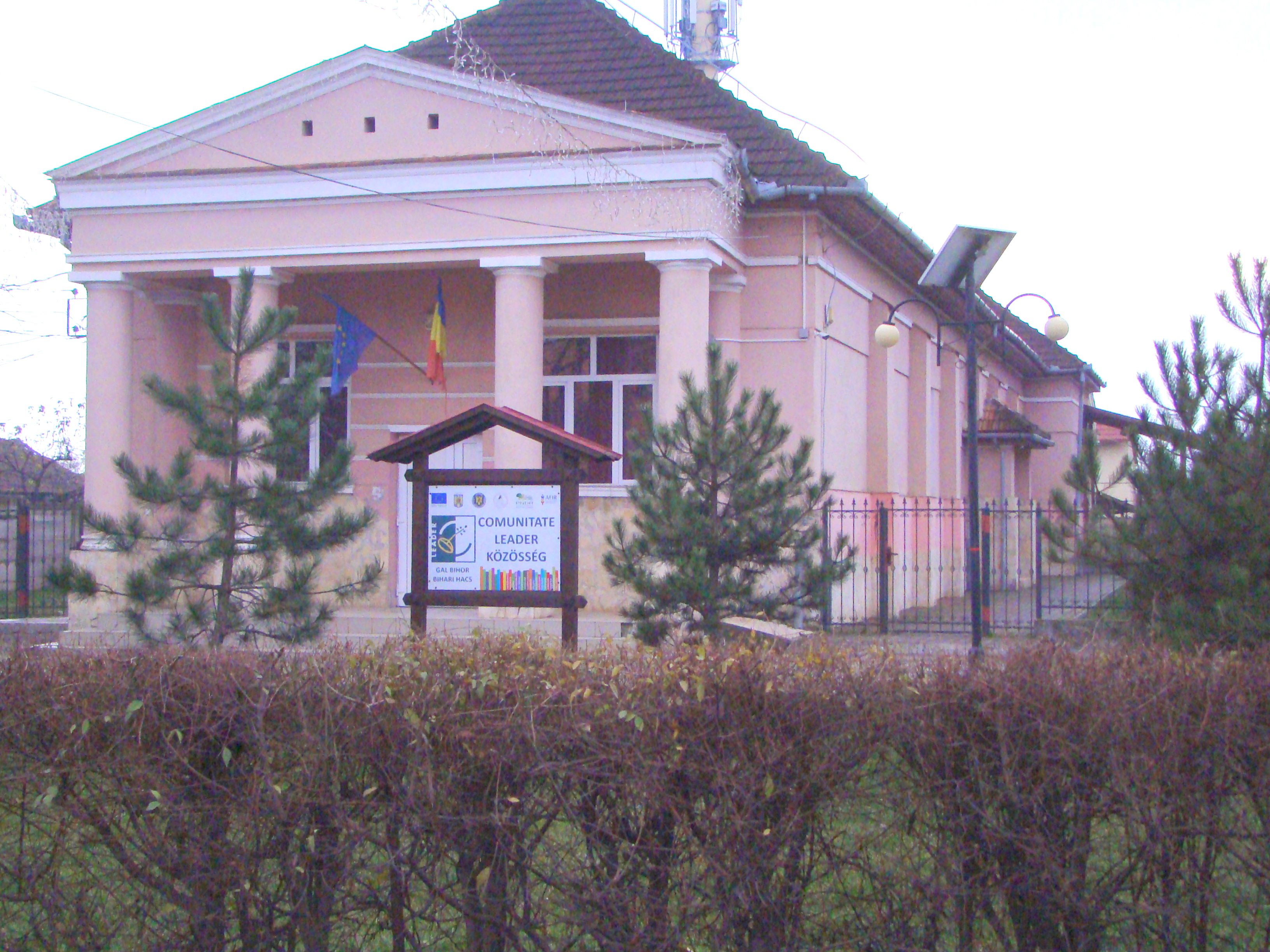

- Placa comemorativă în memoria lui Szecheny Istvan, căpitan al regimentului de cavalerie Hessen-Homburg, cel mai mare patriot maghiar, un militant înflăcărat al cauzelor comunitare, placă reamplasată în anul 2006 pe peretele exterior al primăriei din comună, în care a locuit timp de 5 ani, în perioada 1820-1825.
- Placa comemorativă a lui Simonyi József:  făcută în august, 2005, se găsește pe peretele parohiei romano-catolice

## Instituții de cultură
- Cămin Cultural Diosig, Adresa: Str. Livezilor nr.146
- Cămin Cultural Diosig Horea, Adresa: Str. Horea nr.120/A
- Biblioteca publică Diosig, Adresa:str Argesului nr.13

## Turism
Localitatea oferă vizitatorilor un peisaj cu locuri frumoase. Zona este una de deal și câmpie, cu păduri, pivnițe vechi pe deal, cu două baraje. Este de amintit Valea Ierului, un loc cu un potențial turistic ridicat, dar încă neexploatat.  
Satul Diosig are de asemenea un castel vechi, "Castelul Zichy" care face parte din istoria bogată a așezării și de asemenea din Strategia de dezvoltare locala a zonei, reprezentând un potential turistic ridicat pentru localitate. 
In ceea ce priveste infrastructura,  localitatea nu dispune în prezent de o structură adecvată dezvoltării turismului, aceasta fiind însă pe lista de priorități a strategiei de dezvoltare a localității.

## Obiective turistice

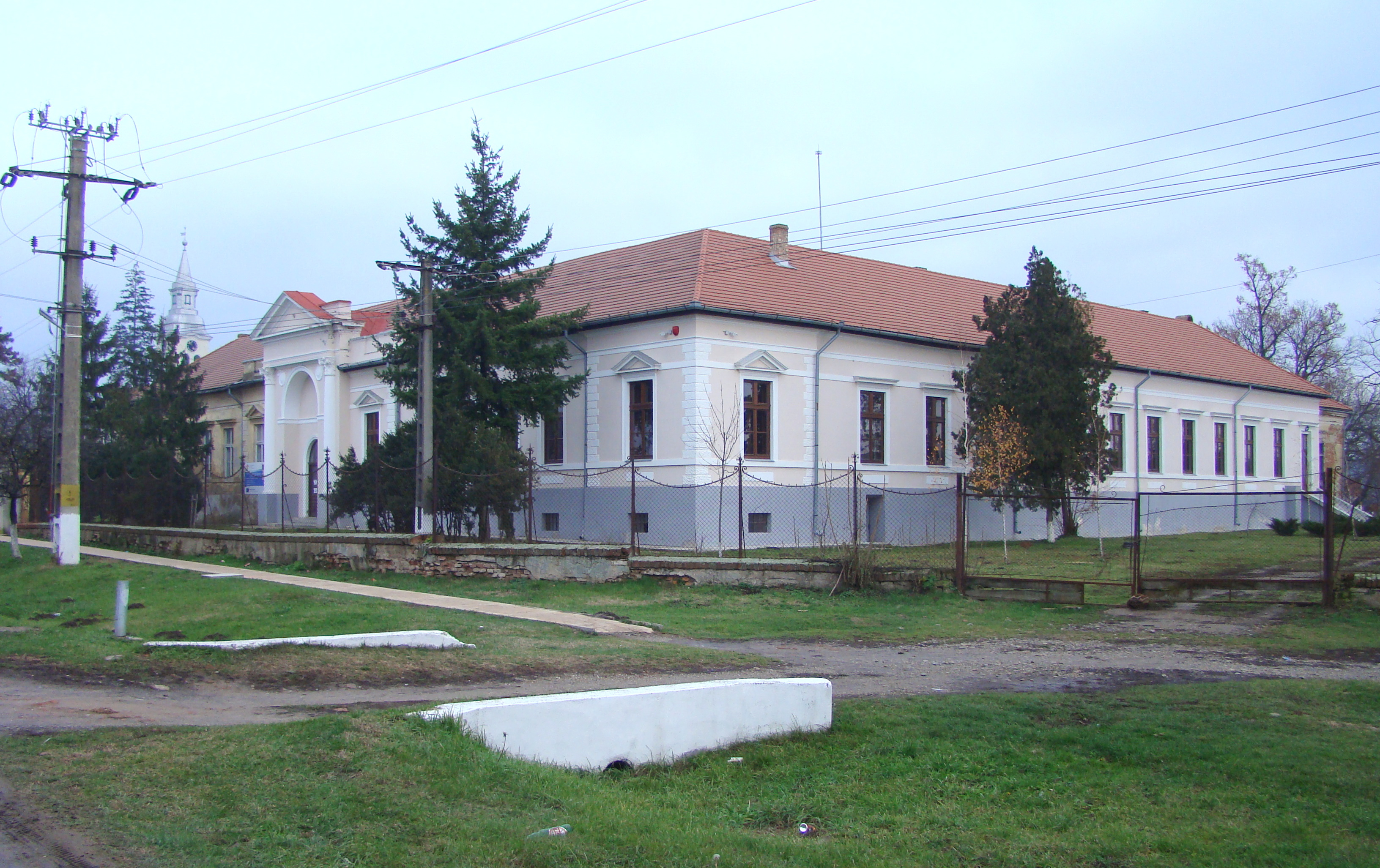
Castelul Zichy (monument istoric)

- Castelul Zichy. Castelul a primit numele după contele Zichy Ferenc, care a devenit proprietar al așezării în anul 1810. Contele a fost o figură de seamă în istoria comunei Diosig (în 1870 cu colaborarea acestuia a fost fondată Școala regală maghiară de vieri, prima școală de acest fel din județ).

După revoluția din 1848-1849, producția familiei Zichy s-a dezvoltat: au avut o fermă model, struguri și pivniță la subsolul castelului, fabrică de coniac etc. Astăzi, grădina vechiului castel este locația de desfășurare a diferite evenimente culturale, spre exemplu: Zilele Diosigului.
- Baraje de acumulare. Pe raza localității există 2 lacuri de acumulare care reprezintă un loc frumos pentru relaxare, pentru pescuit sportiv și totodată oferă posibilitatea organizării unor concursuri de pescuit la care participă atât localnici, cât și pescari din zonele apropiate.
- Diosig (sit de importanță comunitară inclus în rețeaua europeană Natura 2000 în România).

## Tradiții
- Balul strugurilor. În fiecare toamnă, odată cu terminarea procesului de cules al strugurilor, se organizează în sat un bal al strugurilor găzduit de Căminul Cultural. Pentru a anunța localnicii, tinerii umblă pe străzi în trăsuri, căruțe sau călare și anunță balul. Această tradiție are origini maghiare.

- Zilele Diosigului. În fiecare an în ultimul sfârșit de săptămână a lunii august se sărbătoresc zilele satului. Evenimentul cuprinde concursuri, diferite prezentări, concerte la care participă atât localnici, cât și oamenii din împrejurimi sau chiar străini.

- Bătălia din Valea din Nyúzó. Anual, aici se organizează  reproducerea unui eveniment istoric și anume Bătălia de pe Valea din Nyúzó, în memoria bătăliei din Diosig și Almosd din 15 octombrie 1604, ce are ca locație exact locul bătăliei aflat de altfel la graniță cu Ungaria. În anul 2010, acest eveniment s-a realizat al treilea an consecutiv devenind astfel o traditie locală care pune amprentă pe o filă de istorie însemnată din istoricul satului Diosig. Evenimentul adună numeroși localnici, dar și turiști din împrejurimi și de peste graniță, dornici și impresionați an de an de reproducerea acestui evenimeni istoric, hainele de epocă, cavalerii cu caii dresați, steagurile refăcute după cele din trecut.

- Concursul de degustări de vinuri. În contextul în care satul Diosig este localizat într-o  zonă  viticolă cu relief specific culturilor de viță de vie și cu o veche tradiție în producerea vinului, anual, la sfârșitul lunii februarie, se organizează concursul de degustări de vinuri, eveniment la care participă concurenți din țară și de peste hotare.  Acest concurs este organizat de către Grupul gazdelor din localitate, cu sprijinul acordat de Primăria Comunei Diosig. În anul 2010, a avut loc cea de-a IX-a ediție a acestui eveniment, la care au participat concurenți din 19 localități, din județele Bihor, Satu Mare, Salaj, Arad, dar și localități din Ungaria, care s-au înscris în concurs cu un număr de 141 de vinuri.

## Resurse locale
Principala resursă locală o reprezintă suprafața agricolă, care poate fi exploatată prin închirieri sau concesionări. Alte resurse locale pot fi considerate resursele bugetare ale localității și nu în ultimul rând resursele mediului de afaceri. Ca resurse, mai amintim cele 2 lacuri de acumulare cu fondul piscicol, râul care străbate localitatea, precum și apa termală. Această resursă prețioasă ar putea fi folosită în cadrul unui complex balneoturistic, pentru încălzirea locuințelor și a serelor de legume, după modelul altor localități din acest județ.

## Vezi și
- Biserica reformată din Diosig
- Castelul Zichy din Diosig

## Imagini

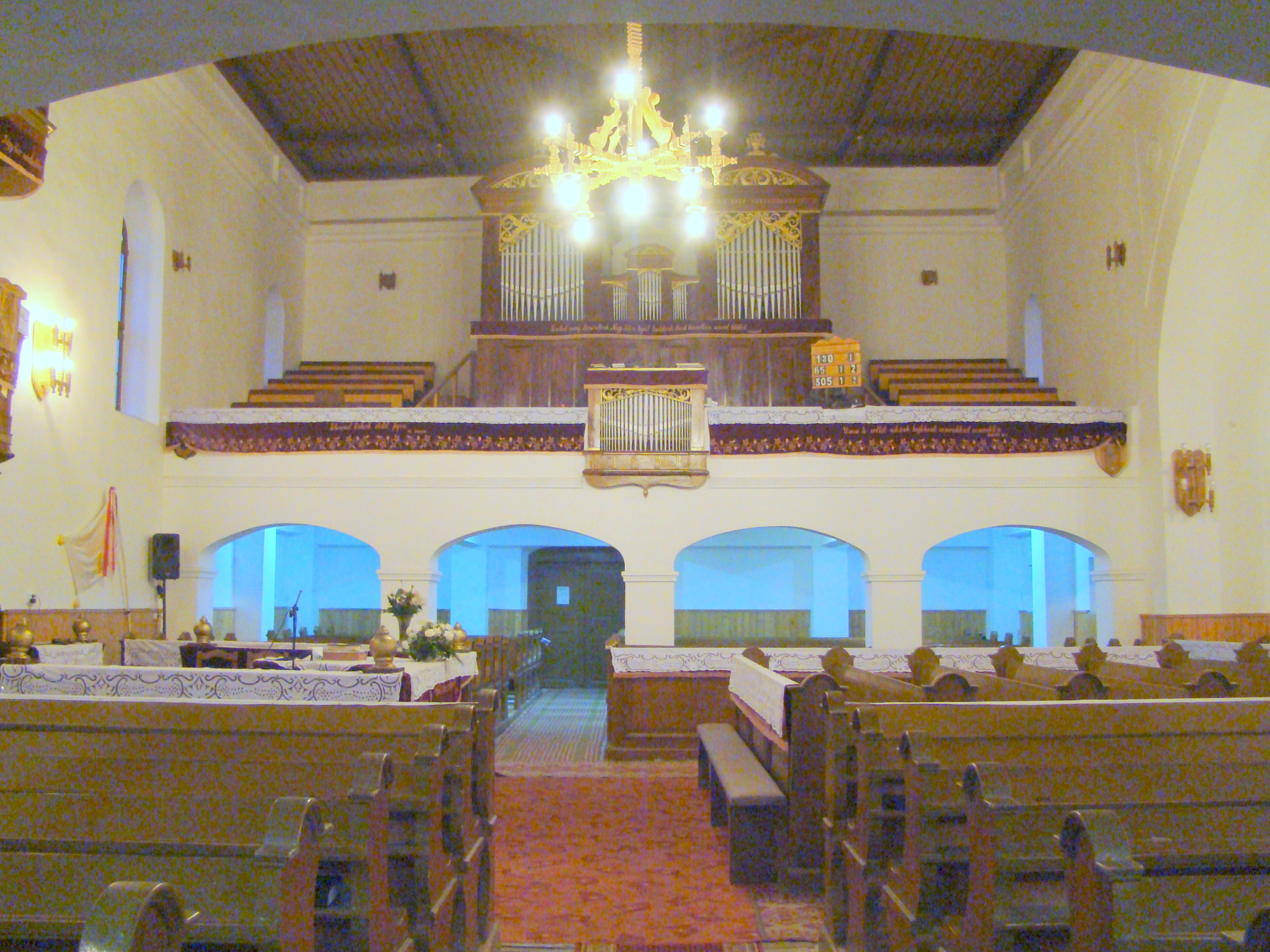
Biserica reformată (interior)
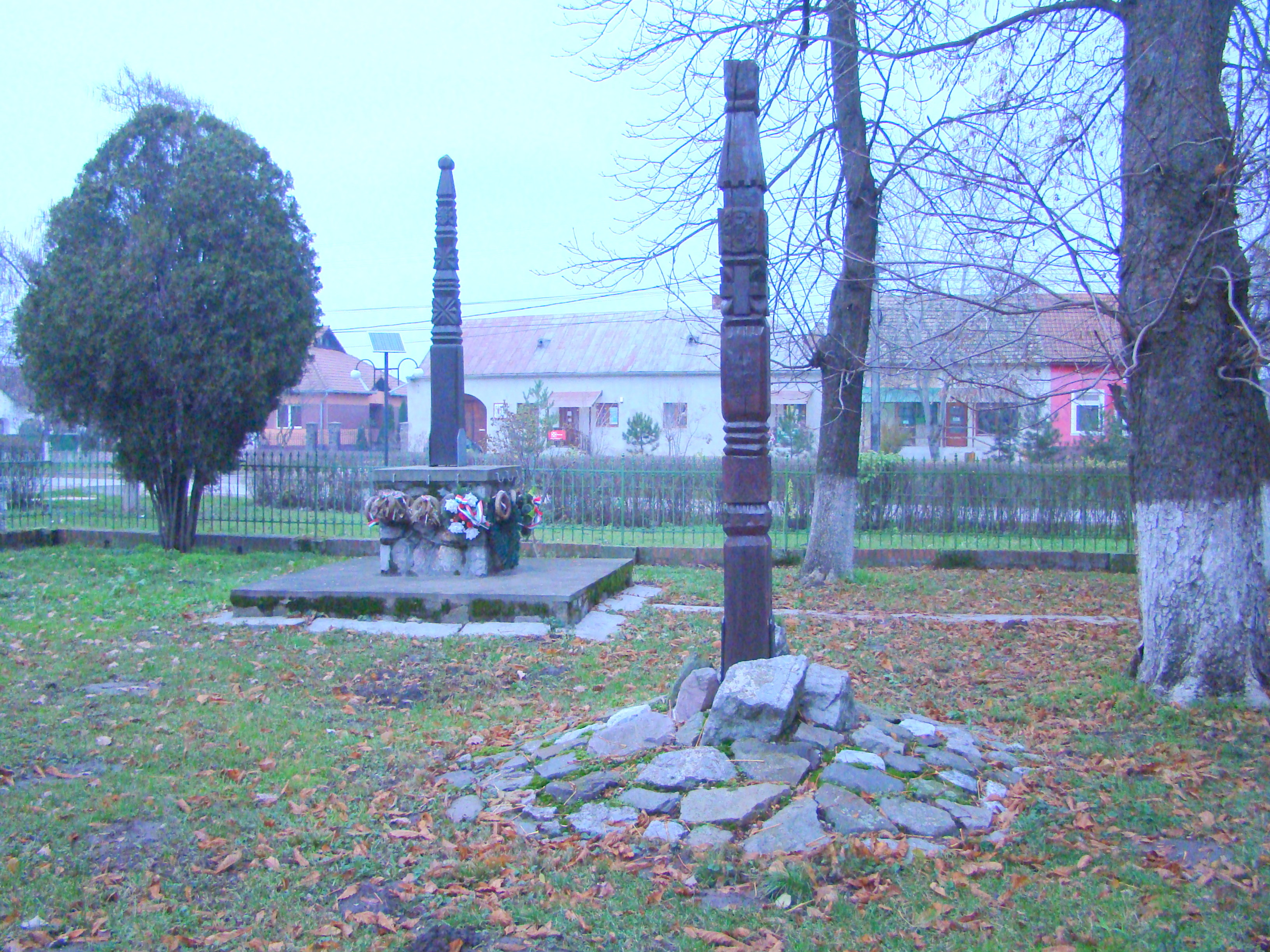
Stâlpii funerari din curtea bisericii reformate
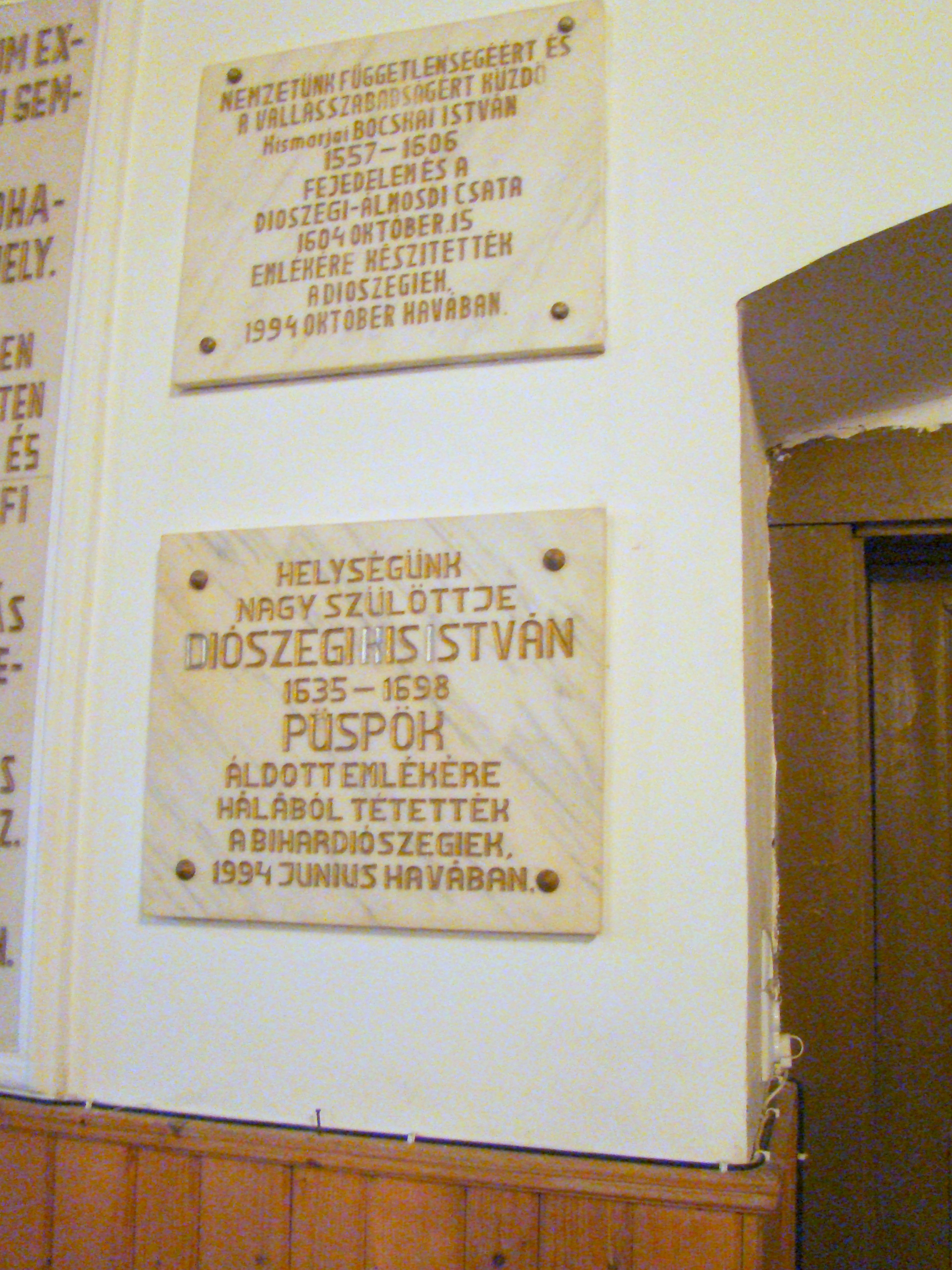
Placa comemorativă a episcopului Diószegi Kiss István
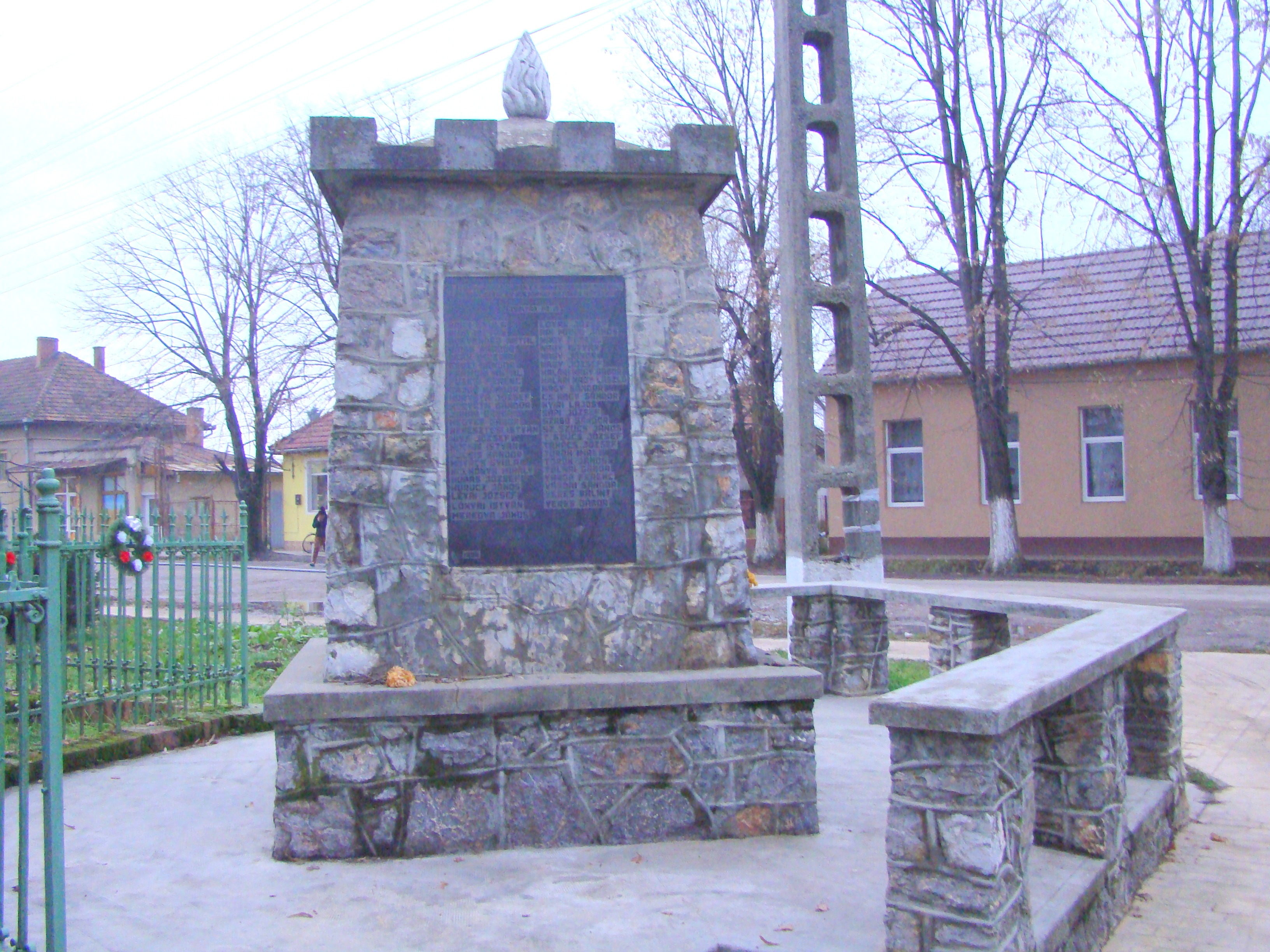
Monumentul eroilor